# Pozderac
Pozderac je bošnjačko prezime, podrijetlom iz Cazinske krajine. U socijalističkoj Bosni i Hercegovini predstavljali su najmoćniju političku obitelj, jer su njeni članovi učestvovali u revolucionarnom stvaranju države, a zatim bili akteri u njenom političkom djelovanju.

## Osobe s prezimenomPozderac
- Nurija Pozderac (1892 – 1943.), političar
- Hamdija Pozderac (1924 – 1988.), političar
- Hakija Pozderac (1919. – 1994.), političar
- Sakib Pozderac (? – 1992.), general-potpukovnik